# スウェーディッシュ・ヴァルフント
スウェーディッシュ・ヴァルフント（英：Swedish Vallhund）は、スウェーデン原産の牧牛犬種のひとつである。別名はウエスト・ゴーダー・スペッツ（瑞典：Västgötaspets）など。
スウェーディッシュ・ヴァルハウンドと呼ばれることもあるが、普及しているもののその呼び名は不適切で正しくない。「ハウンド」のスペルは「hound」であり、フント「hund」ではない。このように呼ばれるようになったのは誤訳が原因ではないかといわれているが、詳しいことはわかっていない。ちなみに、ヴァルフントは容姿・性質ともにハウンド種ではなく牧羊犬種そのものである。
スウェーディッシュ・ヴァルフントという名は、「スウェーデンの農場の犬」を意味している。

## 歴史
8世紀にはすでに犬種として存在しており、スウェーデンの農地で牛を管理・誘導するために使われていた。来歴にはヴァイキングが関わっており、「ヴァイキングの犬」（或いは海賊の犬）として名高いが、元からスウェーデンで飼育されていた牧牛犬種でそれをヴァイキングが伴うようになったのか、ヴァイキングが飼育していたものをスウェーデンの農民へ譲渡したものなのか、いまだによくわかっていない。
生い立ちは2種のウェルシュ・コーギー（ペンブローク及びカーディガン）と密接なかかわりがあり、ヴァルフントが先祖になってコーギーが生まれたのか、コーギーが先祖になってヴァルフントが生まれたのか、どちらの説が正しいかいまだ不詳で、犬種暦学者が解明を急いでいる。
生い立ちの仮説は2つの説がある。そのひとつであるヴァルフント先祖説は、元からヴァイキングがヴァルフントを連れていて、それとともにウェールズに侵略に向かった際に一部が置き去りにされ、それがコーギーとなったという説である。もうひとつの仮説であるコーギー先祖説は、ヴァイキングがウェールズを侵略した際、優秀な能力を見初められたコーギーが連れ去られ、それが改良されてヴァルフントが誕生したという説である。現在はこの2つの仮説のうち、ヴァルフント先祖説のほうが優勢であるとみなされている。
主に牧牛犬と番犬として用いられていた。暴れる牛や言うことを聞かず自分勝手な行動をする牛に対しても物怖じすることは無く、コーギーと同じく牛のかかとを軽くかんで驚かせ、従わせることができる。このように牛のかかとを噛んでコントロールすることができる犬種のことを「ヒーラー」という。番犬としては農場を侵入者から守るのに使われた。
有能な犬種であったが、牧畜作業の機械化や農地の縮小などにより仕事が無くなり頭数は減少、1942年には絶滅の危機に陥った。しかし、絶滅寸前であることが発表されてからまもなくビョルン・フォン・ローゼン伯爵を中心とする愛好家が再興活動を開始し、生き残った犬を集めてブリーディングし、なんとか絶滅を免れることができた。
現在はFCIに公認犬種として登録され、スウェーデン国外でもペットやショードッグとして人気のある犬種となっている。ヨーロッパ圏ではよく見かけることができる犬種であるとされていて、原産国でも人気があり親しまれている。ヨーロッパ圏外ではあまり飼育されていない犬種ではあるが、コーギーの親戚としてやや知名度がある。

## 特徴

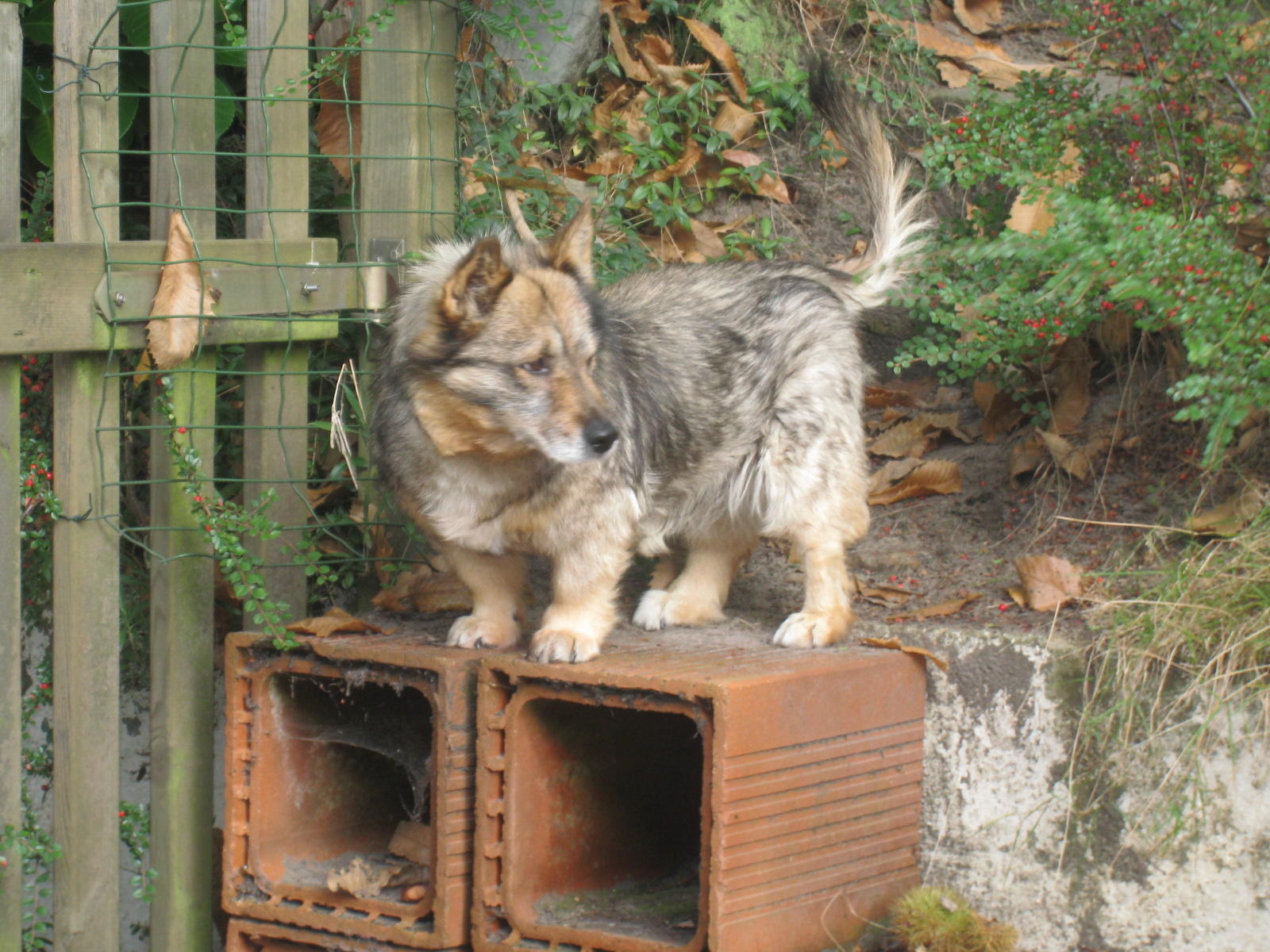
コーギーと同じく、足短であることも本種の大きな特徴である。

コーギー（特にペンブローク）にやや似た姿をした犬種だが、比べてみるとヴァルフントのほうがサイズは大きく、野性味を帯びた外見をしている。筋肉質の体つきをしていて、胸が広い。胴長足短のため走るのはあまり早くはないが、力が強くスタミナがあり、牛追いを行うのによく適した性質を備えている。マズルは長めで尖っていて、顔立ちなどから先祖はスピッツタイプの犬種であったことがよくわかる。耳は立ち耳で、尾は生まれつきのボブテイルで非常に短い。時に尾がないものも生まれ、稀に尾が長めの犬も生まれる。尾が長い犬をショーに使う場合、生後まもなく指定された長さに尾を断尾することもある。コートは硬めのショートコートで、毛色はウルフなど。

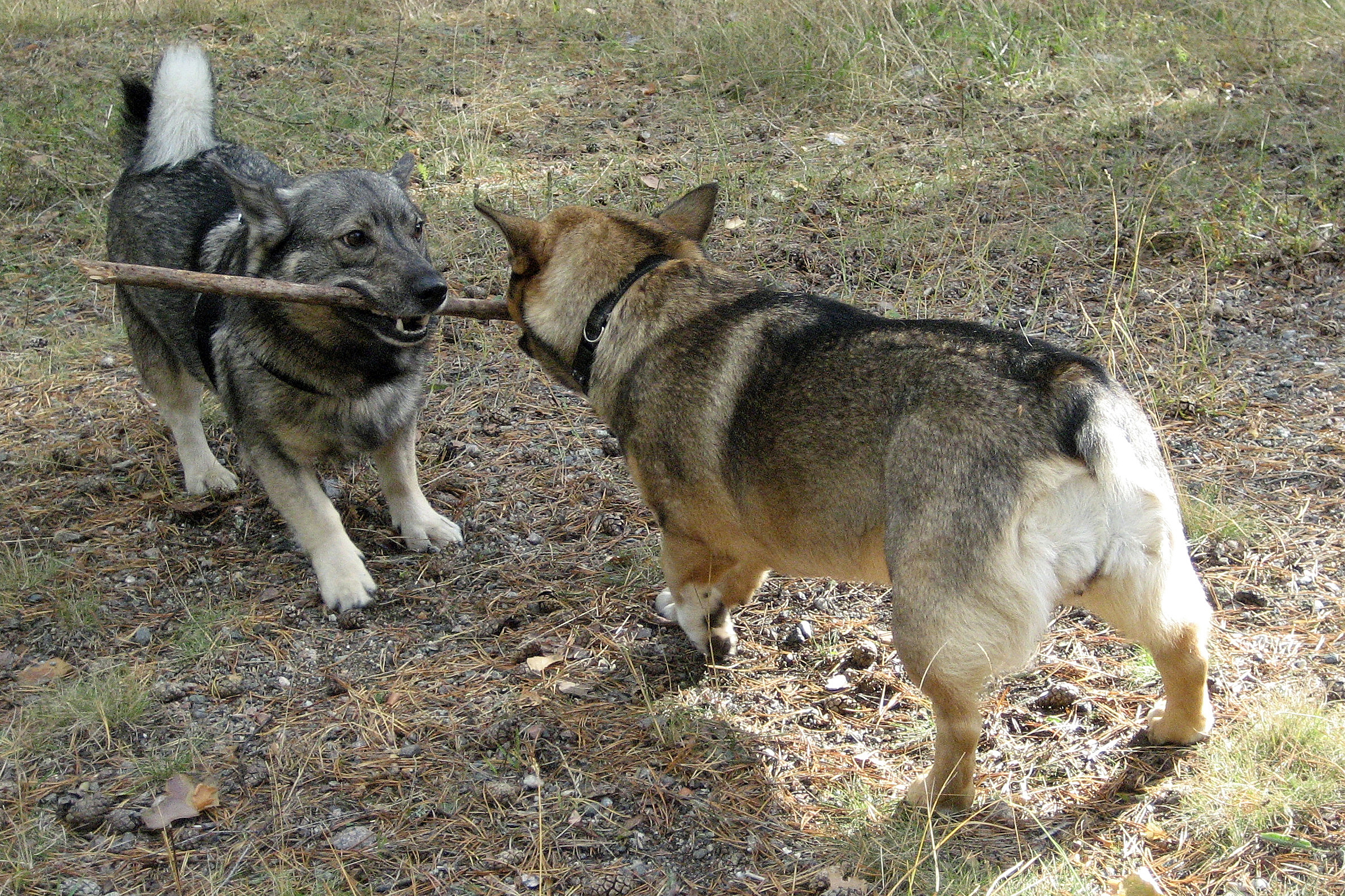
手前の犬のように、尾がほとんどない個体も存在する。

体高33〜40cm、体重11〜15kgの中型犬で、性格は勇敢で活発、好奇心旺盛で主人家族に対してはとても優しく人懐こいが、使役柄により外部の人に対しては警戒心が強い。独立心が強い一面もある。しつけの飲み込みは普通だが、状況判断力は高く、物分りがよい。家庭犬として飼うのにも向いているが、コーギーと同じく運動量が大型犬並みに多いので注意が必要である。飼育の仕方・注意点は基本的にコーギーとほぼ同じである。かかりやすい病気は胴長足短の犬種にありがちな椎間板ヘルニアなどがあるが、この病気は飼い主の抱き方が正しくないことで高い確率で起こる病気である。ヴァルフントに限らず胴長足短の犬種を抱くときには、片手で胸を、もう片手で腰を抱えるようにして抱くのが正しい方法である。又、この体型のため足腰に負担をかけないよう、肥満にさせないことも大切である。